# Juicio de los dieciséis
El juicio de los Dieciséis fue un juicio penal calificado luego como farsa judicial llevada a cabo contra dieciséis miembros del Estado secreto polaco por la Unión Soviética celebrado en Moscú en 1945.

## Historia
Aunque existen fuentes contradictorias sobre si el proceso se celebró en febrero o en marzo de 1945. La Delegación del Gobierno junto con la mayoría del Consejo de Unidad Nacional y el comandante en jefe de la Armia Krajowa fueron invitados por el general soviético Iván Serov con el visto bueno de Iósif Stalin a una conferencia a celebrarse en la sede provisional del Gobierno soviético en Polonia. Aunque se les garantizó absoluta seguridad, fueron arrestados en Pruszków por el NKVD entre el 27 (Leopold Okulicki, Jan Stanisław Jankowski and Kazimierz Pużak) y el 28 de marzo (los demás). Pocos días antes, Alexander Zwierzynski fue arrestado y deportado a Moscú para un interrogatorio en la Lubianka.
Después de varios meses de interrogación bajo tortura, los acusados fueron implicados en:
- Colaboracionismo y alianza militar con el Gobierno Nazi.[11][12]
- Contraespionaje y sabotajes contra el Ejército Rojo.[12]
- Terrorismo.[12]
- Poseer frecuencia de radio ilegal y armas.[12]
- Propaganda contra la Unión Soviética.[12]
- Pertenencia a organización secreta e ilícita.[12]

El juicio tuvo lugar entre los días 18 y 21 de junio de 1945, con presencia de medios internacionales de comunicación y observadores del Reino Unido y de Estados Unidos, y fue presidido por Vasili Úlrij. La fecha elegida se escogió para el mismo día en el que iba a tener lugar una conferencia sobre la creación de un estado títere soviético en el país vecino.
Tras la detención ilegal de todos los líderes, el Gobierno de Polonia en el exilio envió una declaración de protesta a Washington D. C. y Londres en el que exigieron la puesta en libertad de los presos. En primer lugar, los Soviets declararon que el caso fue una mentira del "gobierno fascista polaco". El 5 de mayo finalmente admitieron la detención de los polacos. Stalin declaró al enviado estadounidense: Harry S. Truman y al brítanico Harry Lloyd Hopkins que no existía vínculo alguno con los juicios y la formación del estado soviético en Polonia. Tanto los gobiernos británico como el estadounidense quedaron conformes.
Todos los acusados, salvo uno, fueron obligados a admitir los crímenes de los que se los acusaba, y el 21 de junio el juicio quedó visto para sentencia. De acuerdo con las leyes internacionales, [el juicio] jamás debió tener lugar por diversas irregularidades: la Unión Soviética secuestró y condenó a un grupo de ciudadanos de un país extranjero y que reconocieron haber cometido los delitos en su país de origen. Los acusados fueron privados de sus derechos, aparte de impedir que los testigos del general Okulicki entraran en el tribunal, lo cual significó una violación de la ley soviética.

## Gente involucrada
El juicio estuvo dirigido por el Teniente General Vasili Úlrij, conocido por estar involucrado en la Gran purga
Los acusados fueron sentenciados tal y como se indica a continuación:
- El Comandante en Jefe de la Armia Krajowa: Leopold Okulicki fue sentenciado a diez años de prisión,[15] pudo haber muerto asesinado en Navidad aunque otras fuentes indican a que falleció por complicaciones durante una huelga de hambre.[13][16][13]
- El vice primer ministro de Polonia y Delegado de Gobierno: Jan Stanisław Jankowsi fue sentenciado a ocho años de prisión.[13][16] Jamás se le concedió la condicional y el 13 de marzo de 1953 falleció en una prisión soviética dos semanas antes de que finalizase su sentencia; posiblemente fue asesinado.[13]
- El ministro de Interior: Adam Bień fue condenado a cinco años.[16]
- El viceministro de Interior: Stanislaw Jasiukowicz fue condenado a cinco años.[16]
- El Comandante del Consejo de Unidad Nacional y del Partido Socialista Polaco: Kazimierz Pużak fue condenado a un año y seis meses.[13][16] En noviembre de 1945 fue puesto en libertad y regresó a Polonia. Tras negarse a emigrar, fue arrestado dos años después de nuevo por el antiguo Ministerio de Seguridad Pública y condenado a diez años; falleció el 30 de abril de 1950.
- El subdirector del Consejo de Unidad Nacional y portavoz del partido Stronnictwo Narodowe: Aleksander Zwierzyński fue condenado a ocho meses.[16]
- El miembro del Consejo de Unidad Nacional: Kazimierz Bagiński fue condenado a un año y tras su puesta en libertad fue exiliado a Estados Unidos.[16]
- El Miembro del Consejo de Unidad Nacional y portavoz del partido Zjednoczenie Demokratyczne: Eugeniusz Czarnowski fue condenado a seis meses.[16]
- El miembro del Consejo de Unidad Nacional y portavoz del partido Stronnictwo Pracy: Józef Chaciński fue condenado a cuatro meses.[16]
- El miembro del Consejo de Unidad Nacional: Stanisław Mierzwa fue condenado a cuatro meses.[16]
- El miembro del Consejo de Unidad Nacional: Zbigniew Stypułkowski fue condenado a cuatro meses y tras su puesta en libertad fue exiliado al Reino Unido.[16]
- El miembro del Consejo de Unidad Nacional: Franciszek Urbański fue condenado a cuatro meses.[16]
- El miembro del Consejo de Unidad Nacional: Stanisław Michałowski quedó libre de todos los cargos.[cita requerida]
- El miembro del Consejo de Unidad Nacional: Kazimierz Kobylański quedó libre de todos los cargos.[cita requerida]
- El miembro del Consejo de Unidad Nacional: Józef Stemler: quedó libre de todos los cargos.[cita requerida]
- El subdelegado del Gobierno: Antoni Pajdak fue condenado a cinco años de prisión en un juicio secreto celebrado en noviembre; en 1955 quedó en libertad.